# Домінік Блан
Доміні́к Блан (фр. Dominique Blanc; нар. 25 квітня 1956, Ліон, Франція) — французька акторка театру і кіно, режисерка та сценаристкка. Дев'ятиразова номінантка кінопремії «Сезар» та володарка чотирьох з них, лауреатка Кубку Вольпі Венеційського кінофестивалю 2008 року за роль у фільмі «Інша» .

## Біографія
Домінік Блан народилася 25 квітня 1956 року у французькому Ліоні. Була четвертою з п'яти дітей у родині. Її мати працювала медсестрою, батько — лікарем акушером-гінекологом. У 1980 році Домінік закінчила школу акторської майстерності Cours Florent та Національну консерваторію драматичного мистецтва. У 1980 році, ще під час навчання, Домінік помітив та запросив французький режисер театру і кіно Патріс Шеро для участі у постановці п'єси Генріка Ібсена «Пер Гюнт». Надалі Домінік стала однією з улюблених акторок Патріса Шеро.
Популярність Домінік Блан принесла співпраця з такими французькими режисерами, як Режис Варньє, Луї Маль, Клод Соте, Джеймс Айворі. Кінематографічними нагородами відмічені роботи акторки у фільмах: «Мілу у травні», «Індокитай», «Ті, хто мене любить, поїдуть потягом» та «Дублер».
Домінік Блан входила до складу журі 52-го Каннського кінофестивалі у 1999 році та 51-го Берлінського кінофестивалю у 2001-му.

## Фільмографія
Акторка
| Рік       |    | Українська назва                     | Оригінальна назва                    | Роль                                    |
| --------- | -- | ------------------------------------ | ------------------------------------ | --------------------------------------- |
| 1958—1996 | с  | За останні п'ять хвилин              | Les cinq dernières minutes           | Мадлен                                  |
| 1967—1990 | с  | Розслідування комісара Мегре         | Les enquêtes du commissaire Maigret  | Єва                                     |
| 1981      | тф | Пер Гюнт                             | Peer Gynt                            | молода дівчина                          |
| 1983      | тф | Рішельє, або День дурня              | Richelieu ou La journée des dupes    | мадам де Комбалле                       |
| 1984      | тф | Мережива                             | Lace                                 | Тереза                                  |
| 1985—1989 | с  |                                      | Néo Polar                            | Марі-Лор                                |
| 1986      | тф | Незнайомець з Відня                  | L'inconnue de Vienne                 | Мартіна                                 |
| 1986      | ф  | Жінка мого життя                     | La femme de ma vie                   | Сільвія                                 |
| 1986      | кф | Ігуана                               | L'iguane                             |                                         |
| 1987      | ф  | Далека країна                        | Das weite Land                       | Адель Гаттер                            |
| 1988      | с  | Холодний піт                         | Sueurs froides                       | медсестра                               |
| 1988      | ф  | Саванна                              | Savannah                             | Жанна                                   |
| 1988      | ф  | Декілька днів зі мною                | Quelques jours avec moi              | Жоржетта                                |
| 1988      | ф  | Жіноча справа                        | Une affaire de femmes                | Ясмін                                   |
| 1988      | ф  | Наталія                              | Natalia                              | Жаклін Леру                             |
| 1989      | ф  | Я був хазяїном замку                 | Je suis le seigneur du château       | мадам Верне                             |
| 1989      | ф  | Мілу у травні                        | Milou en mai                         | Клер                                    |
| 1991      | ф  | Радощі любові                        | Plaisir d'amour                      | Кло                                     |
| 1991      | тф | Невтішний Ларго                      | Largo desolato                       | Люсі                                    |
| 1992      | ф  | Лафет                                | L'affût                              | Ізабель Моріньї                         |
| 1992      | ф  | Індокитай                            | Indochine                            | Іветта                                  |
| 1992      | кф | Обмін                                | L'échange                            |                                         |
| 1993      | ф  | Чи треба любити Матільду?            | Faut-il aimer Mathilde?              | Матильда                                |
| 1993      | кф | Жінка у битві                        | Une femme en bataille                | Колетта Бонзо                           |
| 1994      | ф  | Далеко від варварів                  | Loin des barbares                    | Зана                                    |
| 1994      | ф  | Королева Марго                       | La reine Margot                      | Генрієтта де Невер                      |
| 1994      | кф | Нічний потяг                         | Train de nuit                        |                                         |
| 1995      | ф  | Повне затьмарення                    | Total Eclipse                        | Ізабель Рембо                           |
| 1996      | тф | Помріємо                             | Faisons un rêve                      | Елла                                    |
| 1996      | кф | Книга на ніч                         | Le livre de minuit                   | мати                                    |
| 1996      | с  | Шлях короля                          | L'allée du roi                       | Франсуаза д'Обіньє, маркіза де Мантенон |
| 1997      | ф  | На щастя!                            | C'est pour la bonne cause!           | Жанна                                   |
| 1997      | ф  | Закохані                             | Alors voilà                          | Роза                                    |
| 1998      | ф  | Ті, хто мене любить, поїдуть потягом | Ceux qui m'aiment prendront le train | Катрін                                  |
| 1998      | ф  | Донька солдата ніколи не плаче       | A Soldier's Daughter Never Cries     | Кандіда                                 |
| 1999      | ф  | Злодійка з Сен-Любена                | La voleuse de Saint-Lubin            | Франсуаза Барньє                        |
| 2000      | ф  | Актори                               | Les acteurs                          | Женев'єва                               |
| 2000      | тф | З якої ноги танцювати?               | Sur quel pied danser?                | Жанна                                   |
| 2000      | ф  | Дублер                               | Stand-by                             | Елен                                    |
| 2001      | тф | Пікнік у Озіріса                     | Un pique-nique chez Osiris           | Олімпія де Кардовіль                    |
| 2001      | ф  | Чорний пляж                          | La plage noire                       | Сільвія                                 |
| 2001      | ф  | З усією любов'ю                      | Avec tout mon amour                  | Адель                                   |
| 2001      | ф  | Молоко людської ніжності             | Le lait de la tendresse humaine      | Клер                                    |
| 2001      | ф  | Порнограф                            | Le pornographe                       | Жанна                                   |
| 2002      | ф  | Шкура ангела                         | Peau d'ange                          | сестра Августина                        |
| 2002      | ф  | Втеча                                | Cavale                               | Аньєс Мане                              |
| 2002      | ф  | Дивовижна пара                       | Un couple épatant                    | Аньєс                                   |
| 2002      | ф  | Після життя                          | Après la vie                         | Аньєс Мане                              |
| 2002      | ф  | Вам букет!                           | C'est le bouquet!                    | Едіт                                    |
| 2003      | тф | Федра                                | Phèdre                               | Федра                                   |
| 2005      | ф  | Мистецтво красиво розлучатися        | Un fil à la patte                    | баронеса Дюверже                        |
| 2005      | ф  | При усій моїй до вас повазі          | Sauf le respect que je vous dois     | Клеменс Дюрьє                           |
| 2006      | с  | Крик                                 | Le cri                               | П'єретта Жубер                          |
| 2006      | ф  | Проклята дружба                      | Les amitiés maléfiques               | Флоренс Дюга                            |
| 2007      | тф | Мосьє Макс                           | Monsieur Max                         | Еліс                                    |
| 2007      | тф | Повішений                            | Le pendu                             | Альма                                   |
| 2007      | ф  | Капітан Ахав                         | Capitaine Achab                      | Анна                                    |
| 2008      | ф  | Згодом                               | Plus tard                            | Таня                                    |
| 2008      | ф  | У зв'язку з припиненням роботи       | Par suite d'un arrêt de travail...   | Фаб'єн                                  |
| 2008      | ф  | Інша                                 | L'autre                              | Анна-Марі Мер                           |
| 2009      | тф | Людина честі                         | Un homme d'honneur                   | Жильберта Береговой                     |
| 2009      | ф  | Інший Дюма                           | L'autre Dumas                        | Céleste Scriwaneck                      |
| 2011      | тф | У пошуках втраченого часу            | À la recherche du temps perdu        | мадам Вердурен                          |
| 2011      | тф | Інший світ                           | Un autre monde                       | Фанні                                   |
| 2012      | тф | Фоланта/Персефона                    | Iolanta/Perséphone                   | Персефона                               |
| 2015      | ф  | Нічого не боятися                    | Peur de rien                         | мадам Ганьєба                           |
| 2015      | с  | Версаль                              | Versailles                           | Анна Австрійська                        |
| 2015      | ф  | Шалене кохання                       | Fou d'amour                          | Арманс                                  |
| 2015      | ф  |                                      | Spectrographies                      | Надя                                    |
| 2017      | ф  | Пацієнти                             | Patients                             | доктор Шалль                            |

Режисерка
- 2005 : Сандра Калньєт / Sandra Kalniete
- 2012 : Жінка на сонці / Woman In The Sun (короткометражний)
- 2012 : Історії Хопера / Hopper Stories (короткометражний)

## Визнання
У липні 2015 року Домінік Блан нагороджена французьким орденом Мистецтв та літератури (Командор).
| Рік                                         | Категорія                                         | Фільм                                | Результат |
| ------------------------------------------- | ------------------------------------------------- | ------------------------------------ | --------- |
| Премія «Сезар»                              |                                                   |                                      |           |
| 1987                                        | Найперспективніша акторка                         | Жінка мого життя                     | Номінація |
| 1990                                        | Найперспективніша акторка                         | Я був хазяїном замку                 | Номінація |
| 1991                                        | Найкраща акторка другого плану                    | Мілу у травні                        | Перемога  |
| 1993                                        | Найкраща акторка другого плану                    | Індокитай                            | Перемога  |
| 1995                                        | Найкраща акторка другого плану                    | Королева Марго                       | Номінація |
| 1999                                        | Найкраща акторка другого плану                    | Ті, хто мене любить, поїдуть потягом | Перемога  |
| 2001                                        | Найкраща акторка                                  | Дублер                               | Перемога  |
| 2003                                        | Найкраща акторка другого плану                    | Вам букет!                           | Номінація |
| 2010                                        | Найкращий                                         | Інша                                 | Номінація |
| Кінофестиваль франкомовних фільмів у Намюрі |                                                   |                                      |           |
| 1993                                        | Золотий Байярд найкращій акторці                  | Чи треба любити Матільду?            | Перемога  |
| Каїрський міжнародний кінофестиваль         |                                                   |                                      |           |
| 2000                                        | Найкраща акторка                                  | Дублер                               | Перемога  |
| Міжнародний кінофестиваль у Локарно         |                                                   |                                      |           |
| 2001                                        | Спеціальна згадка (за найкращий акторський склад) | Молоко людської ніжності             | Номінація |
| Венеційський кінофестиваль                  |                                                   |                                      |           |
| 2008                                        | Кубок Вольпі за найкращу жіночу роль              | Інша                                 | Перемога  |